# Rumori dei semoventi navali

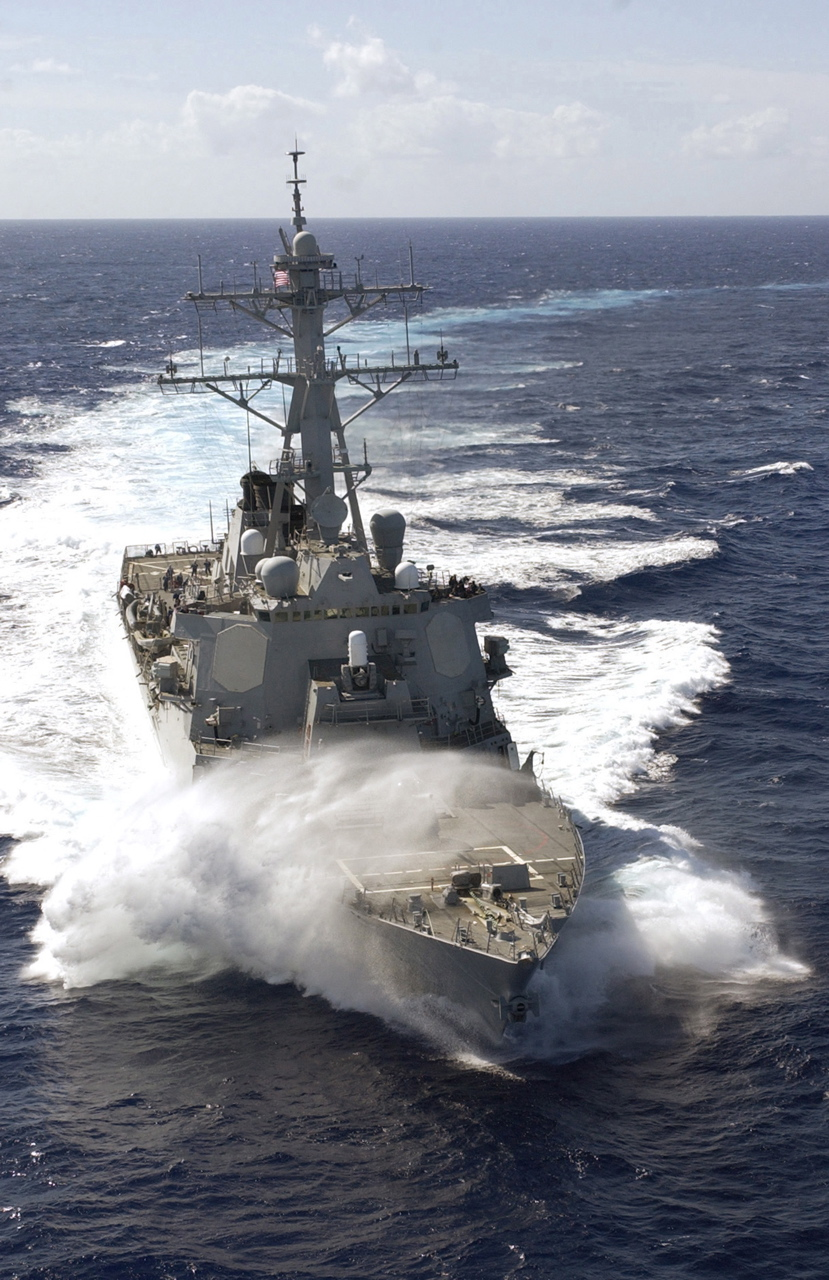
Cacciatorpediniere USS Russel (DDG 59)

Le portate di scoperta del sonar sono subordinate ai rumori dei semoventi navali a seguito delle loro attività dinamiche; generalmente i semoventi navali sono indicati come bersagli.

## Rumore dei bersagli
Il rumore dei bersagli   è caratterizzato dalle emissioni di onde acustiche in mare da parte dei semoventi.
Il fenomeno interessa il calcolo delle portate del sonar passivo al pari del rumore del mare ma in senso opposto; il rumore del mare elevato ostacola la scoperta dei bersagli, il rumore emesso dalle navi è indispensabile per la loro scoperta.

### Diagramma di radiazione rumore delle navi

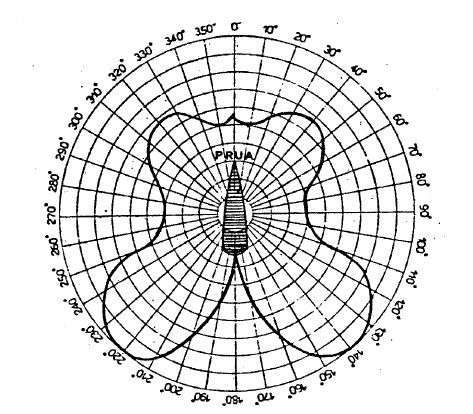
Diagramma polare del rumore emesso da una nave

La distribuzione del rumore attorno alla nave è raffigurata con un particolare tracciato in coordinate polari detto a farfalla .
Le cause che provocano il rumore delle navi dipendono dai fenomeni sotto elencati:
- Cavitazione delle eliche
- Cavitazione dello scafo
- Eliche cantanti
- Assi eliche non equilibrati
- Motori principali ed ausiliari

### Rumore delle navi dipendente dalla velocità di navigazione

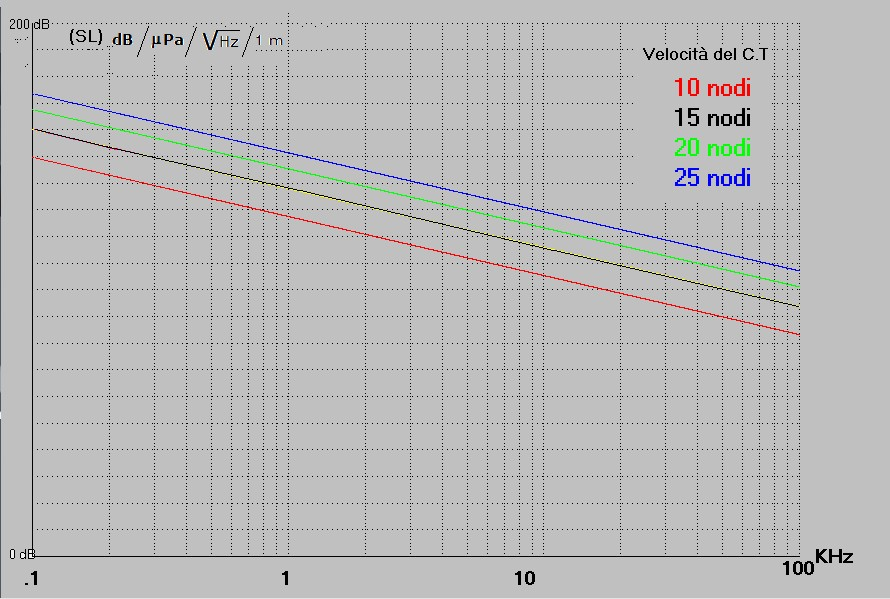
Curve parametriche del rumore di un cacciatorpediniere della II^ guerra mondiale (parametri relativi alla velocità della nave: con quattro rette colorate)

Diagrammi del rumore emesso da un Cacciatorpediniere 
Le curve, in coordinate cartesiane, mostrano come varia la pressione acustica, indicata con la sigla {\displaystyle SL} , generata dalla nave in funzione dei due parametri fondamentali che caratterizzano la fisica del fenomeno:
- - parametro 1 - 
La pressione acustica generata dipende dalla velocità del semovente
- - parametro 2 - 
La pressione acustica generata dipende dalla frequenza secondo l'andamento di quattro rette in dipendenza del valore della velocità della nave.

Nelle ascisse, in scala logaritmica a {\displaystyle 3} decadi, il campo delle frequenze generate dal semovente in un intervallo di valori che si estende da {\displaystyle 100\ Hz}  a {\displaystyle 100\ kHz}.
Le ordinate, in scala lineare,  indicano i livelli di pressione acustica del rumore espressi in {\displaystyle dB/\mu Pa/{\sqrt {Hz}}/1/m}  , in un intervallo esteso da {\displaystyle 0\ dB}  a {\displaystyle +200\ dB}  con {\displaystyle 20} divisioni da {\displaystyle 10\ dB/div.}.
La pendenza delle rette di {\displaystyle -9\ dB/ottava} indica come alle frequenza più basse il livello del rumore della nave sia molto più elevato che alle frequenze alte.
Ciascun segmento di retta, per le diverse velocità della nave, è calcolabile dalla seguente espressione approssimata :
{\displaystyle SL=k-20\cdot \log _{10}{(f^{1.108})}}
{\displaystyle f}: frequenza in {\displaystyle kHz}
{\displaystyle k}: coefficiente dipendente dalla velocità della nave i nodi ({\displaystyle kn}) secondo la tabella:
| Kn | 10    | 15  | 20    | 25    |
| k  | 127.5 | 138 | 145.4 | 151.4 |
| -- | ----- | --- | ----- | ----- |

### Utilizzo delle curve parametriche
Computo di previsione del rumore di una nave con l'assunzione di tre variabili:
1 - velocità della nave in nodi, ( {\displaystyle kn=20} ) ( {\displaystyle 1\ kn=1.85\ km/h} )
2 - frequenza centrale della banda da valutare ({\displaystyle f=10\ kHz})
3 - banda di frequenza entro la quale si valuta il rumore della nave ( {\displaystyle BW=1000\ Hz} )
Per la velocità di {\displaystyle kn=20} -retta verde- ed  {\displaystyle f=10\ kHz}, abbiamo:
livello di pressione pari a {\displaystyle +123\ dB/\mu Pa/{\sqrt {Hz}}/1m}
L'utilizzo del dato calcolato consente di quantizzare il livello effettivo
della pressione di rumore {\displaystyle PBW} nella banda sopra definita di {\displaystyle 1000\ Hz}.
{\displaystyle PBW=+123\ dB/\mu Pa/{\sqrt {Hz}}/1\ m+10\cdot \log _{10}{BW}=}
{\displaystyle +123+10\cdot \log _{10}{1000}=123+30=}
{\displaystyle +153\ dB/\mu Pa/BW/1\ m.}

### Rumore delle navi moderne
Dati relativi a navi militari moderne non sono disponibili, per rumori delle navi di recente costruzione l'articolo: 